# Kawagoe (Mie)
Kawagoe (jap. 川越町 Kawagoe-chō) – miasto w Japonii, na wyspie Honsiu, w prefekturze Mie. Według danych na rok 2020 miejscowość zamieszkiwało 15 123 mieszkańców , a gęstość zaludnienia wyniosła 1732,3 os./km².